# دیوید لیلینتال

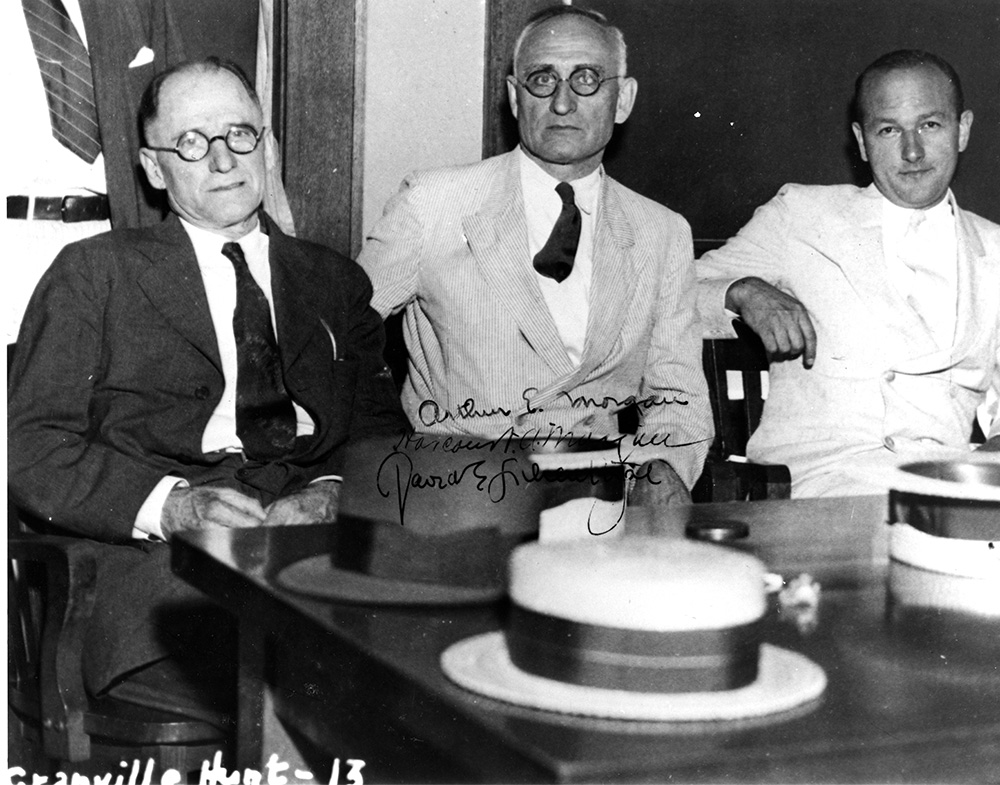
دیوید لیلینتال (نفر اول، راست تصویر) - ۱۹۳۳

دیوید لیلینتال یا دیوید لیلیانتال (به انگلیسی David Eli Lilienthal - زادهٔ ۸ ژوئیه ۱۸۹۹ (میلادی) درگذشتهٔ ۱۳ ژانویه ۱۹۸۱ (میلادی)) توسط فرانکلین روزولت به عنوان یکی از سه رئیس سازمان عمران دره تنسی منصوب شد. او از سال ۱۹۴۱ (میلادی) تا ۱۹۴۶ (میلادی) سمت رئیس هیئت مدیره این شرکت را بر عهده داشت. «آقای تی.وی.اِی» لقبی است که به او داده شد.
او از مشاوران دولت ایران در طرح عمران خوزستان بوده است.